# Perunasaari (ö i Mellersta Finland, Keuruu)
Perunasaari är en ö i Finland. Den ligger i sjön Keurusselkä och i kommunen Keuru i den ekonomiska regionen  Keuru ekonomiska region  och landskapet Mellersta Finland, i den södra delen av landet, 210 km norr om huvudstaden Helsingfors. Öns area är 2,9 hektar och dess största längd är 240 meter i nord-sydlig riktning.